# Ništa nije tako tajno
Ništa nije tako tajno (izdan 1973.) je kriminalistički roman "kraljice krimića" s Tommyem i Tuppenceom u glavnoj ulozi. 
Roman je zadnje pojavljivanje ovih detektiva i zadnji roman koji je Agatha Christie napisala, no nije zadnji objavljen.

## Radnja
Tommy i Tuppence su otišli u mirovinu i preselili su se u malo englesko mjestašce. No otkrivaju da njihova kuća sadrži strašne tajne. Tko je Mary Jordan? Zašto je netko ostavio kodiranu poruku o njenoj "neprirodnoj" smrti? Još jednom se upuštaju u novi misterij i nove opasnosti.